# Paint Shop Pro
Paint Shop Pro (PSP) – edytor grafiki bitmapowej i wektorowej dla komputerów z systemem operacyjnym Microsoft Windows.
Stworzony przez firmę Jasc Software, stał się jednym z popularniejszych edytorów pod ten system. Obecnie producentem programu jest Corel, który przejął Jasc w październiku 2004.
Aplikacja jest udostępniana na zasadach licencji shareware. Po wykupieniu pełnej wersji zazwyczaj użytkownik dostaje aplikację Animation Shop, która poza współpracą z PSP nadaje się do tworzenia animacji.
W PSP można stworzyć nową grafikę, jak i też obrabiać gotowy plik, a także poprawiać. Program ma dużą kolekcję pędzli (brush), kształtów figur, a także wzorów do malowania (tzw. Picture Tubes) oraz gotowych efektów.

## Wersje
Program był początkowo wydawany przez firmę JASC Software. Od października 2004 dalszym rozwojem PSP zajmuje się Corel.

### Okres JASC: 1990-2004
W poniższej tabeli podane kursywą daty są szacowane na podstawie najwcześniejszych informacji z plików wysyłanych na serwery FTP należących do JASC lub Corela. Pozostałe daty pochodzą z informacji prasowych lub opublikowanych na stronie JASC Software.
| Numer wersji | Data wydania     | Uwagi |
| ------------ | ---------------- | --- |
| 0.9          | 1990             | |
| 1.0          | 1992             | |
| 1.02a        | 1992             | |
| 1.02a        | 1993             | |
| 2.00         | sierpień 1993    | Wprowadzono „pływające” paski narzędziowe. |
| 3.0          | sierpień 1993    | |
| 3.11         | sierpień 1995    | |
| 3.12         | styczeń 1996     | |
| 4.00         | lipiec 1996      | Pierwsze wydanie 32-bitowe. |
| 4.10         | wrzesień 1996    | |
| 4.12         | styczeń 1997     | |
| 4.14         | październik 1997 | |
| 4.15         | kwiecień 1998    | |
| 4.15 SE      | kwiecień 1999    | Wersja dołączana do niektórych wydań czasopisma PC Advisor oraz do niektórych części komputerowych.                                                              |
| 5.00         | kwiecień 1998    | Zmiany w interfejsie użytkownika, dodano obsługi warstw. |
| 5.01         | czerwiec 1998    | |
| 5.03         | maj 1999         | |
| 6.00         | wrzesień 1999    | Dodano obsługę grafiki wektorowej. |
| 6.01         | grudzień 1999    | |
| 6.02         | luty 2000        | |
| 7.00         | wrzesień 2000    | |
| 7.01         | luty 2001        | |
| 7.02         | marzec 2001      | |
| 7.04         | sierpień 2001    | Powiązanie z wydaniem „Jubileuszowej Edycji” Paint Shop Pro 7. Może to oznaczać, że pierwsze wydanie programu nastąpiło 22 sierpnia 1991.                        |
| 7.05         | czerwiec 2002    | |
| 8.00         | kwiecień 2003    | Wprowadzono przebudowany interfejs użytkownika, dodano obsługę skryptów języka Python, nowe filtry, One Step Photo Fix, Learning Center oraz nowy silnik pędzli. |
| 8.01         | czerwiec 2003    | |
| 8.10         | październik 2003 | Ostatnia wersja działająca na Windows 95. |
| 9.00         | sierpień 2004    | Dodano zakładkę historii, nowe pędzle i filtry. Ograniczono wsparcie obrazów w formacie RAW.                                                                     |
| 9.01         | wrzesień 2004    | Ostatnia wersja działająca na Windows 98 oraz Windows Me. |
| 9.02         | październik 2004 | Ostatnia wersja wyprodukowana przez JASC (mimo wydania po przejęciu przez Corel Corporation).                                                                    |

### Okres Corela: od 2004
| Numer wersji | Data wydania     | Uwagi |
| ------------ | ---------------- | --- |
| 10.00        | wrzesień 2005    | Wydana pod nazwą „Corel Paint Shop Pro X”. Przebudowano moduł Learning Center, wspomagający nowych użytkowników programu. Nowe filtry – Makeover Tools (Blemish Remover, Toothbrush/whitener oraz Suntan Brush), symulator ziarna IR, konwerter obrazów czarno-białych z efektami kolorów, częściowa obsługa obrazów o 48-bitowych paletach barw (16 bitów na kanał). Zmiany objęły także przeglądarkę obrazów, Smart Photo Fix i Object Remover. Ostatnia wersja z cyklu PSP X ma numer 10.10, a ostatni patch oznaczony jest numerem 10.03. |
| 11.00        | wrzesień 2006    | Wydana pod nazwą „Corel Paint Shop Pro Photo XI” |
| 11.11        | grudzień 2006    | Eliminacja błędów, poprawki dotyczące wyglądu zdjęć z aparatów cyfrowych (oraz dodano obsługę nowych modeli aparatów), zwiększenie wydajności organizera. Dodano również nowe narzędzia ‘One-step photo fixes’. |
| 11.20        | luty 2007        | Ostatnia wersja działająca na Windows 2000. |
| 12.00        | wrzesień 2007    | Wersja posiadająca motyw wizualny „Graphite”. Dodano style warstw, które były krytykowane. |
| 12.01        | październik 2007 | |
| 12.50        | wrzesień 2008    | Wersja wydana jako „Paint Shop Pro Photo X2 Ultimate Edition”. Poprawiona została wydajność oraz naprawiono niektóre z bugów. Dodano: Creative Content Pack, Background Remover. Wersja X2 działa poprawnie na systemie Windows Vista. |
| 13.00 (X3)   | 25 stycznia 2010 | Wydana jako „PaintShop Photo Pro X3”. Dodano obsługę systemu Windows 7, nowy organizer, Multi-photo Adjustments, Smart Carver(TM), Express Lab, Camera RAW Lab (obsłguje ponad 350 formatów RAW), Object Extractor, Project Creator. Ulepszono narzędzie do tworzenia tekstu, oraz moduł importu i eksportu wideo HD. |
| 14.00 (X4)   | 7 września 2011  | Wersja 14 została wydana pod nazwą „PaintShop Pro X4”. Zmiany objęły interfejs użytkownika, moduł Photo Blend (zbiera on najbardziej odpowiednie fragmenty kilku zdjęć do jednego obszaru), zoptymalizowano moduły obsługi zdjęć HDR. Poprawiono wydajność: PSP X4 działa do dwóch razy szybciej w porównaniu z wersją X3. Wersja Ultimate posiada dodatkowo efekty Nik Color. |
| 15.00 (X5)   | 5 września 2012  | Dodano moduł rozpoznawania twarzy, zakładkę Instant Effects, efekt Graduate Filter, Retro Lab, Single RAW photo, możliwość uruchamiania kilku skryptów naraz, Corel Guide, Photo Mapping oraz moduł Share My Trip do tworzenia pokazów slajdów on-line |